# Нилогов, Алексей Сергеевич
Алексе́й Серге́евич Нило́гов (род. 16 июля 1981 года, Черногорск, Хакасская АО) — российский философ, языковед, журналист, генеалог. Кандидат философских наук, магистр истории.
Автор оригинальной концепции «философия антиязыка»,,. Более двадцати лет занимается изысканиями в области генеалогии. Председатель Южно-Сибирского историко-родословного общества (ЮСИРО).

## Биография
В 2003 году окончил филологический факультет Хакасского государственного университета им. Н. Ф. Катанова.
В 2004—2007 годах получил второе высшее образование на философском факультете МГУ им. М. В. Ломоносова.
В 2011 году в Государственном университете управления под научным руководством доктора философских наук, профессора В. Д. Диденко защитил диссертацию на соискание учёной степени кандидата философских наук по теме «Философско-культурологический анализ идейного наследия Ф. Ф. Куклярского».
Действительный член Академии философии хозяйства(2011).
Организатор всероссийского проекта «Современная русская философия». Печатался в «Независимой газете», «Литературной России», «Завтра», «Русском журнале» и др. В 2007, 2011, 2015 годах вышли три тома книги «Кто сегодня делает философию в России» о 100 современных отечественных философах. Данный проект стал заметной вехой в развитии русской философии начала XXI века,.
Лауреат Гран-при Всероссийской литературной премии «Эврика» за оригинальность литературно-философского проекта «Современная русская философия» (2008), лауреат российской литературной премии «Звёздный фаллос» за 2008 год в номинации «Философия».
Работал преподавателем (доцентом) кафедры гуманитарных дисциплин Хакасского технического института (филиал Сибирского федерального университета).
С ноября 2018 года — заведующий лабораторией генеалогических исследований Хакасского научно-исследовательского института языка, литературы и истории (ХакНИИЯЛИ). Член Центрального совета Российской генеалогической федерации
Автор философско-лингвистической теории «философия антиязыка» (изложенной в трёх книгах), которая определяется в качестве самостоятельного раздела философии, как генеалог применяет новые научные методы ДНК-генеалогии, ведет научную работу по генеалогии хакасских родов и фамилий, а также реконструирует родословия известных людей Хакасии и Красноярского края.

## Краткая библиография
- Система тестовых заданий по дисциплине «Историческая фонемология цепи славянских языков, связанных отношениями „предок — потомок“, от праиндоевропейского в лице его протославянского диалекта до русского». — Абакан, 2003.
- Языковеды мира: краткий биобиблиографический справочник-указатель. — Абакан, 2003.
- Сборник-задачник по «Слову о полку Игореве» — Абакан, 2004.
- Сплошной ressentiment (тенью странника). — Абакан, 2004.
- Кто сегодня делает философию в России. Том I / Автор-составитель А. С. Нилогов. — М.: Поколение, 2007. — 576 с.: ил. ISBN 978-5-9763-0049-1.
- Кто сегодня делает философию в России. Том II / Автор-составитель А. С. Нилогов. — М.: Аграф, 2011. — 528 с.: ил. ISBN 978-5-7784-0405-2.
- Кто сегодня делает философию в России. Том III / Автор-составитель А. Нилогов. — M.: Сам Полиграфист, 2015. — 736 с.: ил. ISBN 978-5-00-077142-6, 978-5-00077-143-3.
- Философия антиязыка. — СПб.: Алетейя, 2013. — 216 с. ISNB 978-5-91419-860-9.
- А. П. Люсый. Московский текст: текстологическая концепция русской культуры / А. С. Нилогов // Вопросы литературы. — 2014 — № 4. — C. 398—401
- Откуда есть пошли Нилоговы // Генеалогический вестник. — 2012. — № 44. — С. 27-55.
- Откуда есть пошли Котеговы // Генеалогический вестник. — 2014. — № 49. — С. 28-36.
- Откуда есть пошли Арчуговы // Генеалогический вестник. — 2014. — № 50. — С. 74-81.
- Антиязыковая методология на службе у генеалогии // Генеалогический вестник. — 2015. — № 51. — С. 64-75.
- Откуда есть пошли Рерихи Архивная копия от 5 марта 2016 на Wayback Machine (в соавт. с И. И. Богдановой) // Журнал «Genesis: исторические исследования». 2015. — № 5.
- Философия Фёдора Фёдоровича Куклярского Архивная копия от 12 ноября 2016 на Wayback Machine. — Saarbrücken: Lambert Academic Publishing, 2015. 176 с. ISBN 978-3-659-71275-3.
- Семь поколений восходящего родословия Владимира Владимировича Путина. — Saarbrücken: Lambert Academic Publishing, 2017; (в соавторстве с В. А. Могильниковым).
- «Снипование» как именование (антиязыковая методология в помощь ДНК-генеалогии) Архивная копия от 3 июня 2021 на Wayback Machine // Litera. — 2016. — № 1. — С. 18-25.
- От антиязыковой методологии к антиязыковой генеалогии // Филология: научные исследования. — 2016. — № 1. — С. 70-85.
- Антиязык (по ту сторону философии языка) — Saarbrücken: Lambert Academic Publishing, 2017. — 392 c. — ISBN 978-3-659-97894-4
- Родословная семьи Н. К. Рериха: документальная реконструкция. — Saarbrücken: Lambert Academic Publishing, 2018; (в соавторстве с И. И. Богдановой).
- Научная верификация хакасских родословных преданий: от мифо- и этногенеалогии к ДНК-генеалогии Архивная копия от 3 июня 2021 на Wayback Machine // Genesis: исторические исследования. — 2020. — № 1. — С. 57 — 65.
- Антислова и вещи. Футурология гуманитарных наук. — СПб.: Алетейя, 2020. — 478 с. — ISBN 978-5-00-165062-1
- Предки Президента Путина : генеалогическое расследование — Кемерово : МедиаЛира, 2020. — 484 с. : ил.; ISBN 978-5-7330-05-12-6 (в соавторстве с В. А. Могильниковым)
- Нилогов Алексей Сергеевич (Список публикаций) // — Научная электронная библиотека eLIBRARY.RU